# Lijst van grindcorebands
Dit is een lijst van grindcorebands met een artikel op Wikipedia.
- Agathocles
- Agoraphobic Nosebleed
- Anal Cunt
- Aborted
- Assück
- Carcass
- Cliteater
- Napalm Death
- Nasum
- Phobia
- Terrorizer
- Unholy Grave